# سلطانة المعز (مسلسل)
سلطانة المعز مسلسل مصري، من بطولة غادة عبد الرازق، ومن إخراج محمد بكير.

## قصة المسلسل
تدور الأحداث في إطار درامي شعبي، حيث تقوم سيدة تُدعى سلطانة وهي شخصية مؤثرة في شارع المعز وفي حياة أشقائها، بإدارة محلات كبدة ورثتها عن والدها الحاج جابر، ولكن سرعان ما تقع في الحب وتتغير حياتها.

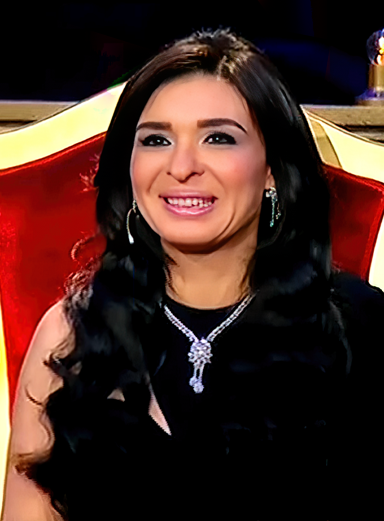
دينا في دور كريمة

## طاقم العمل
- غادة عبد الرازق: (سلطانة)
- محمود عبد المغني: (نعيم الغنيمي)
- دينا: (كريمة)
- محمد لطفي: (خزاعة)
- محمود البزاوي: (حمدي)
- رنا رئيس: (ضي)
- محمد شاهين
- مي الغيطي: (ورد)
- وليد فواز
- محمود الشرقاوي
- أحمد ماجد: (سلام)
- كريم الأبنودي
- طاهرة: (سدرة)
- حسن حسني: (عم تحسين)
- أحمد صيام: (ضيف شرف)
- انتصار: (ضيفة شرف)